# 4 avril aux Jeux du Commonwealth de 2018
Navigation
Avril :
- 4
- 5
- 6
- 7
- 8
- 9
- 10
- 11
- 12
- 13
- 14
- 15

Le mercredi 4 avril aux Jeux du Commonwealth de 2018 est le jour de la cérémonie d'ouverture.

## Programme
| Heure UTC+10 (Gold Coast) |               |
| bleu                      | Cérémonie     |
| neutre                    | Épreuve       |
| or                        | Finale        |
| orange                    | Petite finale |
| rose                      | Reporté       |
| gris                      | Annulé        |
| Compétition Hommes        | Hommes        |
| Compétition Dames         | Dames         |
| Compétition Mixte         | Mixte         |
| Compétition Couple        | Couple        |

| Horaire | Discipline Spécialité | Discipline Spécialité | Discipline Spécialité | Phase     | Résultats | Référence |
| ------- | --------------------- | --------------------- | --------------------- | --------- | --------- | --------- |
| 20h00   | Cérémonie             | Cérémonie d'ouverture | -                     | Cérémonie | -         | -         |